# Wirt (Medizin)
Wirt (engl.: host für "Gastgeber") wird in der Medizin in drei Zusammenhängen verwendet:
1. Die graft versus host reaction – übersetzt: Reaktion des Transplantats gegen den Wirt – bezeichnet einen Prozess in der Transplantationsmedizin,  bei dem der Empfänger des Transplantats durch das übertragene Organ zu Schaden kommt.
2. Bei der host versus graft reaction – übersetzt: Reaktion des Wirtes gegen das Transplantat – handelt es sich um die Abstoßungsreaktion im Empfängerkörper gegen das Spenderorgan, das akut oder langsam seine Funktion einbüßt.
3. für den Menschen (oder ein anderes Lebewesen) als Ziel von Krankheitserregern; siehe Wirt (Biologie).